# Кнудсен, Верн
Верн О́ливер Кну́дсен (27 декабря 1893, Прово, Юта — 13 мая 1974) — американский физик и акустик. Известен исследованиями в области архитектурной акустики.

## Научная деятельность
Кнудсен получил степень бакалавра в Университете Бригама Янга (BYU)  в 1915.. После его окончания Кнудсен служил в миссии от Церкви Иисуса Христа Святых последних дней по 1918 в Чикаго.. Затем Кнудсен был приглашен работать в Bell Laboratories, где он работал вместе с Харви Флетчером, одним из его преподавателей в BYU.
В 1922 году получает степень доктора философии в области физики в Чикагском университете. Публикации Верна Кнудсена включают в себя исследования в области архитектурной акустики.
Кнудсен является одним из основателей Американского акустического общества (ASA), и его президентом (1933—1935). ASA наградило его  Медалью Сэбина в 1958 и Золотой медалью в 1967. Также он был награждён Золотой медалью Джона Х. Поттса от Общества звукоинженеров (AES) в 1964.
В 1934 Верн Кнудсен был избран деканом аспирантуры Южной секции Калифорнийского университета. Этот пост он занимал на протяжении 24 лет, за это время число аспирантов UCLA увеличилось с 287 до 5160. В 1959—1960 годах он занимал пост ректора UCLA. В его честь названо одно из зданий этого университета.

## Публикации
- Vern Oliver Knudsen Papers, 1922-1974. Online Archive of California. The Regents of The University of California. Архивировано 15 мая 2012 года.
- Vern O. Knudsen. Архитектурная акустика (Architectural Acoustics) John Wiley and Sons; (1932)
- Vern O. Knudsen; Cyril M. Harris, Акустическое проектирование в архитектуре (Acoustical Designing in Architecture) John Wiley & Sons; (1950)